# The Weight of Oceans
The Weight of Oceans är det tredje studioalbumet av det svenska progressiva death metal-bandet In Mourning. Det släpptes den 18 april 2012.

## Låtlista
| Nr | Titel                      | Längd |
| -- | -------------------------- | ----- |
| 1. | Colossus                   | 09:33 |
| 2. | A Vow to Conquer the Ocean | 07:24 |
| 3. | From a Tidal Sleep         | 06:52 |
| 4. | Celestial Tear             | 07:43 |
| 5. | Convergence                | 08:35 |
| 6. | Sirens                     | 01:31 |
| 7. | Isle of Solace             | 04:54 |
| 8. | The Drowning Sun           | 08:40 |
| 9. | Voyage of a Wavering Mind  | 05:49 |

## Medverkande
- Tobias Netzell – Sång, gitarr
- Bjorn Pettersson – Gitarr
- Tim Nedergård – Gitarr
- Christian Netzell – Trummor
- Pierre Stam – Bas